# レ・リラ
レ・リラ(フランス語: Les Lilas)はパリ東郊のセーヌ＝サン＝ドニ県のコミューンである。パリ中心部からは5.7km離れている。ヨーロッパの中でも人口密度がとても高い基礎自治体の一つである。

## 歴史
レ・リラ(ライラックが語源)は1867年7月24日にロマンビルの一部が分離しパンタンとバニョレの一部がそれぞれ合併して成立した。

## 交通
パリメトロ11号線の終着駅メリー・デ・リラ駅がある。

## 姉妹都市
- フェルクリンゲン（ドイツ）

## 関係者
出身者
- マイウェン:女優
- ジャン・ヤンヌ:俳優
- アルレット・ラギエ：政治家

居住その他ゆかりある人物
- ニコラ・ペトロヴィッチ：現モンテネグロ政府代表、モンテネグロ王位請求者